# لودویگ زاوسینگر
لودویگ زاوسینگر (انگلیسی: Ludwig Zausinger; ۲۴ فوریهٔ ۱۹۲۹ – ۱ مارس ۲۰۱۳) بازیکن فوتبال اهل آلمان بود.
از باشگاه‌هایی که در آن بازی کرده‌است می‌توان به باشگاه فوتبال ردبول زالتسبورگ و باشگاه فوتبال مونیخ ۱۸۶۰ اشاره کرد.